# Ана Серраділья
Ана Ізабель Серраділья Гарсія (ісп. Ana Isabel Serradilla García; нар. 9 серпня 1978) — мексиканська актриса, відома своїми ролями в телесеріалах, таких як Чорна вдова, Глибинний дренаж і Linea nocturn. Вона також знялася в мексиканській версії Відчайдушних домогосподарок «Amas de Casa Desesperadas».

## Біографія
Серраділья має іспанське походження. У дитинстві вона мріяла стати актрисою, але була настільки сором'язливою, що часто не могла навіть відповісти на телефонні дзвінки. Вона вивчала акторську майстерність у Centro de Estudios y Formación Actoral і отримала свою першу роботу під назвою Chiquititas у 1998 році. У 2012 році вона дебютувала у своєму першому англомовному фільмі « Прихований місяць» за який отримала нагороду «Срібна богиня» за найкращу жіночу роль. Серед її театральних робіт — Sin Cura та Blackbird.
У 2014 році Серраділья зіграла наркобаронесу Гризельду Бланко в серіалі «Чорна вдова».

## Фільмографія
| Рік       |    | Українська назва               | Оригінальна назва               | Роль                                 |
| --------- | -- | ------------------------------ | ------------------------------- | ------------------------------------ |
| 1998      | с  | Дітлахи                        | Chiquititas                     | Белен                                |
| 1999      | с  | Життя в дзеркалі               | La vida en el espejo            | Пауліта Хіральдо де Роман            |
| 2000      | кф |                                | El duende del reloj             | Еріка                                |
| 2001      | ф  |                                | Un mundo raro                   | Діаніта                              |
| 2001      | с  | Жінка з ароматом кави          | Cuando seas mía                 | Даніела Санчес Самбрано              |
| 2003      | с  | Погляд жінки: Повернення       | Mirada de mujer, el regreso     | Кароліна                             |
| 2004—2005 | с  |                                | Las Juanas                      | Хуана Валентина                      |
| 2006      | ф  | Набридло цілувати жаб          | Cansada de besar sapos          | Марта Завала                         |
| 2006      | ф  | Секс, любов та інші збочення   | Sexo, amor y otras perversiones | Мірта                                |
| 2006      | кф |                                | Amor de madre                   | Софія                                |
| 2006      | с  |                                | Línea nocturna                  | Ана Лілія Армендаріс (12 серій)      |
| 2006      | с  |                                | Campeones de la vida            | Ізабель (64 серій)                   |
| 2007      | ф  |                                | El brindis                      | Емілія                               |
| 2007      | ф  |                                | Corazón marchito                | Елла                                 |
| 2007      | ф  |                                | Eros una vez María              | Марія                                |
| 2007      | ф  |                                | Déficit                         | Мафер                                |
| 2008      | ф  |                                | Todo incluido                   | Макарена                             |
| 2008      | с  | Відчайдушні домогосподарки     | Amas de casa desesperadas       | Габріела Соліс                       |
| 2008      | с  |                                | Deseo prohibido                 | Люсія Сантос                         |
| 2009      | ф  |                                | Euforia                         | Ана                                  |
| 2010      | ф  |                                | Preludio                        | Елла                                 |
| 2010—2011 | с  | Глибинний дренаж               | Drenaje profundo                | Ямель Гарсія                         |
| 2011      | ф  |                                | La otra familia                 | Івана                                |
| 2011      | ф  |                                | Los inadaptados                 | Софія                                |
| 2011      | ф  | Пасторела                      | Pastorela                       | черниця                              |
| 2012      | ф  |                                | Espacio interior                | Марія                                |
| 2012      | ф  |                                | Luna Escondida                  | Міранда Ріос                         |
| 2013      | с  |                                | Alguien más                     | Ірен (5 серій)                       |
| 2014—2016 | с  | Чорна вдова                    | La viuda negra                  | Гризельда Бланко                     |
| 2015      | с  | Диявольський кут               | La esquina del diablo           | Ана Гарсія / Сара Роблес             |
| 2018      | с  |                                | Rubirosa                        | Канделарія Бенавенте                 |
| 2019      | ф  | Ласкаво просимо до Акапулько   | Welcome to Acapulco             | Адріана Васкес                       |
| 2019      | ф  | Весілля мого найкращого друга  | La boda de mi mejor amigo       | Юлія                                 |
| 2019      | ф  |                                | El hubiera sí existe            | Еліза                                |
| 2019      | с  | Донья Флор і двоє її чоловіків | Doña Flor y sus dos maridos     | Марія Флоренсія «Флор» Мендес Кануль |
| 2022      | с  |                                | La rebelión                     |                                      |